# Сіапічча
Сіапічча (італ. Siapiccia, сард. Siipicia) — муніципалітет в Італії, у регіоні Сардинія,  провінція Ористано.
Сіапічча розташована на відстані близько 390 км на південний захід від Рима, 85 км на північ від Кальярі, 17 км на схід від Ористано.
Населення — 371 особа (2014).

## Демографія
Населення за роками:

Станом на 1 січня 2023 року в муніципалітеті офіційно проживав 1 іноземець (громадянин Гани).

## Сусідні муніципалітети
- Аллаї
- Фордонджанус
- Олластра
- Сіаманна
- Сімаксіс